# 朱超雄
朱超雄（1968年10月—），湖南省慈利县人，中华人民共和国政治人物。

## 生平
1968年10月，朱超雄出生在湖南省慈利县。1987年，朱超雄进入株洲冶金工业学校（今湖南冶金职业技术学院）工民建专业学习。
1989年毕业后，朱超雄被分配在慈利县建委办公室工作。1991年6月调至慈利县建筑工程管理局，1994年10月加入中国共产党。1996年1月调回慈利县建委。同年4月下放地方，出任慈利县江垭镇科技副镇长。1998年10月调任赵家岗土家族乡党委副书记、乡长。2001年9月调回慈利县建委，出任委员、副书记、副主任。2002年1月调任慈利县房管局党支部书记、局长。2006年2月转任中共慈利县纪委副书记、监察局局长。同年3月出任慈利县人民政府党组成员，2008年3月起兼任政府办公室党组书记、主任。
2010年11月，朱超雄调任张家界市人口和计生委党组成员、市纪委派驻市人口和计划生育委员会纪检组组长。
2012年9月，朱超雄被调回慈利县，出任县人民政府党组成员、副县长。2014年4月转任中共慈利县委常委、宣传部长。2016年8月调任县人民政府党组副书记、副县长（常务）候选人，同年11月正式出任常务副县长。2019年5月出任中共慈利县委副书记。6月出任县委党校校长。2021年10月30日，朱超雄出任慈利县人大常委会党组书记、主任。

### 落马
2023年3月29日，朱超雄涉嫌严重违纪违法接受张家界市纪委监委纪律审查和监察调查。